# Nadbudowa
Nadbudowa – rodzaj budowy, dotyczącej istniejącego już obiektu budowlanego, w wyniku przeprowadzenia której zmienia się wysokość obiektu lub jego części. Ustanowienie nadbudowy jako rodzaju budowy dokonane jest w Prawie budowlanym, w art. 3 pkt 6 tej ustawy. Takie przypisanie tej kategorii robót budowlanych implikuje odpowiednie konsekwencje związane między innymi z wymaganiami dotyczącymi procedur administracyjnych poprzedzających rozpoczęcie odbudowy oraz związanych z jej zakończeniem i przekazaniem obiektu do użytkowania. 
Prawo budowlane nie podaje definicji nadbudowy, podobnie jak odbudowy i rozbudowy, natomiast podaje definicje przebudowy oraz remontu. W przypadku nadbudowy mamy do czynienia zawsze ze zmianą wysokości obiektu lub jego części, a często również ze zmianą powierzchni użytkowej, kubatury i/lub liczby kondygnacji, co obrazują poniższe schematy.

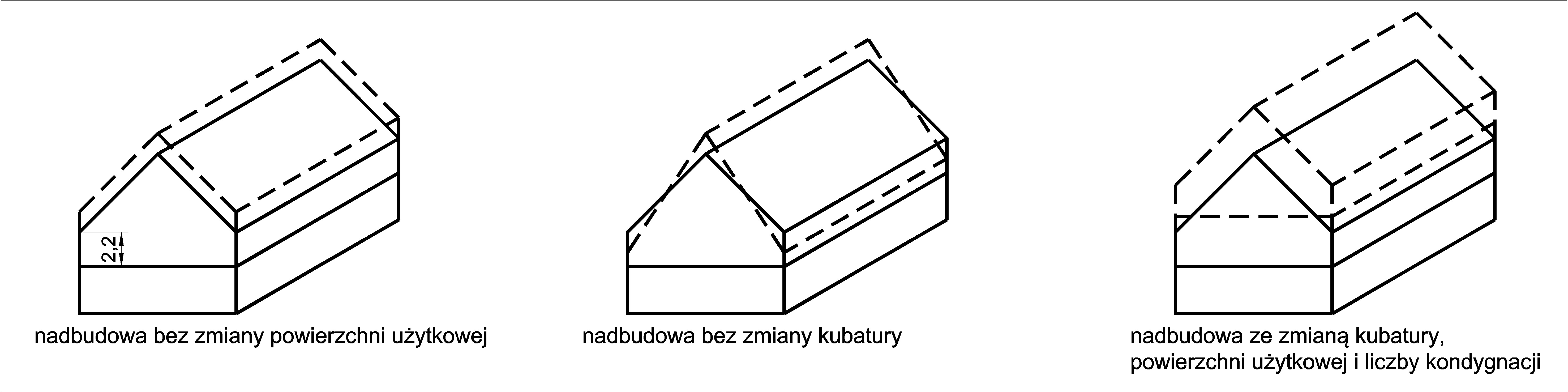
Powyższe przykładowe schematy nie wyczerpują wszystkich możliwych wariantów nadbudów.

Mimo że zarówno przy nadbudowie, jak i przy rozbudowie, może zostać zmieniona powierzchnia użytkowa, kubatura i/lub liczba kondygnacji obiektu, różnica między tymi dwoma rodzajami budowy jest jednoznacznie określona poprzez kryterium zmiany powierzchni zabudowy: przy nadbudowie nie zmienia się powierzchnia zabudowy obiektu, natomiast przy rozbudowie – zmienia się powierzchnia zabudowy. Przy nadbudowie nowa część obiektu powstaje ponad istniejącą częścią obiektu, nie ma posadowienia nowej części na gruncie, tym samym nie występują na takiej budowie takie prace jak roboty ziemne i fundamentowe (które występują przy rozbudowie), choć często konieczne są prace budowlane zwiększające nośność konstrukcji (fundamentów, ścian, stropów) obiektu nadbudowywanego.
Odróżnienie nadbudowy od budowy, z punktu widzenia procedur administracyjnych w kontekście Prawa Budowlanego, ma czysto teoretyczne znaczenie, gdyż nadbudowa objęta jest tymi samymi procedurami co budowa, natomiast z punktu widzenia np. Planu Miejscowego, pojęcia nadbudowy i budowy bywają traktowane osobno - jako dające odmienne skutki urbanistyczne.